# Martín Cid
Martín Cid   (Zamora, 1090 - Monasterio de Nuestra Señora de Valparaíso, 7 d'octubre de 1152) fou un anacoreta i monjo cistercenc, fundador del monestir de Valparaíso. És venerat com a sant a l'església catòlica.

## Biografia
Martín Cid nasqué a Zamora, fill de Martín Cid, noble de la ciutat. Martín va estudiar i va fer-se religiós, tot i ésser fill únic i hereu, i va marxar amb alguns companys a fer vida eremítica en una cova de les muntanyes properes a Zamora, a l'actual Peleas de Arriba. Martín va pensar, amb el temps, que seria millor fer-hi una fundació monàstica, i ho consultà amb el bisbe Bernardo de Zamora. Aquest havia vist el monestir cistercenc de Moreruela i n'havia quedat admirat, i va demanar al bisbe de Cîteaux, llavors Bernat de Claravall, que hi enviés monjos per fer un monestir del nou Orde del Cister, i n'envià quatre.
El bisbe donà a Martín Cid, al lloc de Peleas, un edifici on fundaren un hospital per als pelegrins que anaven a Santiago de Compostel·la seguint la Via de la Plata. Els monjos cistercencs s'hi instal·laren i instruïren Martín Cid, que professà com a monjo i va afiliar la fundació a l'orde cistercenc; en va esdevenir l'abat.
Un temps després, Alfons VII de Castella es trobava de cacera per la zona i conegué Martín Cid. La llegenda diu que perseguia un cérvol o un porc senglar i que aquest escapà i es refugià a l'església; el rei entrà i hi trobà Martín Cid que pregava i feia penitència. El conegué i, admirat de la seva santedat, li concedí terres a El Cubo de Tierra del Vino perquè hi edifiqués un monestir. El nou monestir, ja cistercenc, es digué de Bellofonte i, més tard, monestir de Valparaíso, que es fundà el 1137. Martín fou abat del nou monestir durant quinze anys, fins a la seva mort el 7 d'octubre de 1152.

## Veneració
Fou sebollit a l'església de San Miguel del monestir, i fou traslladat en 1232 a una capella vora l'església. Novament, fou traslladat a l'església en 1610. Quan el monestir fou enderrocat, les relíquies es portaren a la parròquia de Peleas de Arriba. i d'allí a la Catedral de Zamora, on arribaren el 29 d'octubre de 1835 i foren instal·lats a la capella de San Nicolás. Successivament foren al claustre i a la capella del Cardenal.
En maig de 1980, l'arca de les relíquies fou portada al convent de monges benedictines de La Ascensión del Señor (Zamora): es troba sota l'altar de l'església, construcció moderna.
El culte que se li retia des de la mort de l'abat fou confirmat per la Congregació de Ritus el 13 d'agost de 1701 i pel papa Climent XI el 25 de setembre de 1710. Malgrat que al martirologi romà consta com a beat, la tradició i el calendari litúrgic hispànic l'anomenen sant.